# Jacky Rosen
Jacklyn Sheryl "Jacky" Rosen, född 2 augusti 1957 i Chicago i Illinois, är en amerikansk demokratisk politiker och datorprogrammerare. Hon var ledamot av USA:s representanthus från 2017 till 2019. Hon valdes till USA:s senat i valet 2018 och besegrade den sittande senatorn Dean Heller.

## Biografi
Rosen föddes i Chicago. Hennes mor var av irländsk, tysk och österrikisk härkomst. Hennes fars familj var judiska emigranter från Ryssland och Österrike. Hon tog examen från University of Minnesota år 1979. Medan hon gick på universitet flyttade hennes föräldrar till Las Vegas, Rosen flyttade också dit efter sin examen. Hon arbetade som servitris på Caesars Palace. På 1980-talet startade hon sitt eget konsultföretag. Rosen var en tidigare datorprogrammerare utan politisk erfarenhet, hon blev 2016 tillfrågad av senatens majoritetsledaren Harry Reid att kandidera till representanthuset.

## Senatsvalet i Nevada 2018
Den 6 juli 2017 meddelade Rosen att hon skulle ställa upp i senatsvalet år 2018 i Nevada. Primärvalet för båda partier var den 12 juni 2018. Den 12 juni 2018 vann hon det demokratiska primärvalet och blev demokraternas kandidat för Nevada i den amerikanska senaten. Hennes kandidatur stöddes av tidigare presidenten Barack Obama och tidigare vicepresidenten Joe Biden. Under kampanjen betonade Rosen sitt stöd för Obamacare och Hellers misslyckade omröstning om att upphäva Obamacare.

## Politiska ställningstaganden
Jacky Rosen stöder progressiva såväl som pragmatiska ställningstaganden och representerade ett distrikt som vanns av president Trump i valet 2016. Hon har ibland beskrivits som en liberal demokrat och som moderat av andra. FiveThirtyEight fann att Rosen hade röstat med Trumps ställningstaganden 37 procent av tiden.

## Privatliv
Jacky Rosen är gift med radiologen Larry Rosen och de har en dotter. Rosen bor i Henderson, Nevada.